# Audi Q3
Audi Q3 är en bilmodell från Audi och är menad som en mindre variant av Audi Q5. Den lanserades 2011.